# Chantal Seggiaro
Chantal Seggiaro ou Chantal Nallet, née le 4 avril 1956, est une gymnaste française qui a notamment participé à cinq épreuves de gymnastique aux Jeux olympiques d'été de 1976,.
Elle dispute aussi les championnats d'Europe de 1975 à Skien en Norvège, et les championnats du monde de 1974 en Bulgarie.
Elle est la femme de l'athlète Jean-Claude Nallet.